# Волчанский сельсовет (Липецкая область)
Волчанский сельсовет — сельское поселение в Елецком районе Липецкой области Российской Федерации.
Административный центр — посёлок Маяк.

## История
Статус и границы сельского поселения установлены Законом Липецкой области от 23 сентября 2004 года № 126-ОЗ «Об установлении границ муниципальных образований Липецкой области»

## Население
| 2010  | 2012  | 2013  | 2014  | 2015  | 2016  | 2017  |
| ----- | ----- | ----- | ----- | ----- | ----- | ----- |
| 1687  | ↘1644 | ↗1646 | ↗1648 | ↘1610 | ↘1596 | ↗1606 |
| 2018  | 2021  |       |       |       |       |       |
| ↘1580 | ↗1592 |       |       |       |       |       |

## Состав сельского поселения
| №  | Населённый пункт | Тип населённого пункта          | Население |
| -- | ---------------- | ------------------------------- | --------- |
| 1  | Волчье           | село                            | 113       |
| 2  | Глушица          | деревня                         | 2         |
| 3  | Долгое           | село                            | 81        |
| 4  | Крутое           | село                            | 216       |
| 5  | Марчуки          | деревня                         | 142       |
| 6  | Маяк             | посёлок, административный центр | 712       |
| 7  | Рябинки          | село                            | 123       |
| 8  | Свидеровка       | деревня                         | ↘4        |
| 9  | Слободка         | деревня                         | ↘65       |
| 10 | Урывки           | деревня                         | 173       |
| 11 | Хмелевое         | деревня                         | 56        |